# Spencer (Iowa)
Spencer è un comune (city) degli Stati Uniti d'America, capoluogo della Contea di Clay nello Stato dell'Iowa.
Spencer è conosciuta come la sede della fiera della Contea di Clay, che si svolge ogni anno nel mese di settembre, con una media di 300.000 visitatori ogni anno.
Spencer divenne famosa grazie a Dewey Readmore Books, il gatto che visse nella biblioteca comunale, su di lui sono stati scritti diversi libri e tradotti in molte lingue.